# 백유경
《백유경(百喩經)》은 우화로 이루어진 불경이다. 5세기 인도의 승려 가사나(伽斯那)가 정리했다고 하나 일설이다. 백구비유경(百句譬喩經), 백구비유집경(百句譬喩集經), 백유집(百喩集) 등으로 불리기도 한다.

## 소개
동방의 이솝우화 『백유경』, 중국과 한국의 민간 서사문학 발전에 중대한 영향을 준 인도의 불경 이야기집이다. 온갖 비유로, 해학성이 넘치는 이야기 가운데 단순히 불교 가르침 이상의 깨달음이 있다. 이 보편적인 깨달음은 1500년 전 이야기가 아닌, 현재의 이야기로 다가와 우리에게 교훈을 준다. 각각의 이야기에 대한 두세 줄의 췌언은 세상에 대한 깊은 통찰을 가져다 준다.
『백유경』은 고대 인도의 우화적인 구비설화를 중심으로 엮은 이야기책으로서 사람들의 어리석음을 일깨워 올바른 삶과 믿음의 경지에 이르게 하는 불교 경전이다. 기존의 불교 경전은 함축된 의미의 문장과 어려운 단어로 인해 불교의 가르침을 제대로 이해하기가 어렵다. 하지만 『백유경』에서는 재미있고 쉬운 비유를 통해 일반 대중들도 쉽게 불교 경전에 다가갈 수 있게 한다. 인도 고대인들의 생활 속에서 일어난 여러 가지 일들이 생생한 표현, 간결한 구성, 적절한 해학 등이 이 책의 가장 큰 매력이다.
고대 인도의 이야기가 단지 고대만의 이야기로 끝나지 않는다. 비록 우리와는 다른 시대의 이야기이지만, 현대에 살고 있는 우리의 삶과 다르지 않다. 가령, 젖소에게서 우유를 미리 짜서 우유가 상할까 봐 나중에 한꺼번에 짜려고 했다가 결국 말라서 우유를 얻지 못한 어리석은 사람의 이야기는 바로 앞만 보고 미래를 보지 못하는 현대의 우리와 다르지 않다. 재밌는 이야기 속에 본질을 담고 있는 우화가 쉽지만 깊은 깨달음을 보여준다.